# (2815) Soma
(2815) Soma (1982 RL; 1955 MH; 1970 AC; 1974 DL; 1979 XB1) ist ein ungefähr sieben Kilometer großer Asteroid des inneren Hauptgürtels, der am 15. September 1982 vom US-amerikanischen Astronomen Edward L. G. Bowell am Lowell-Observatorium, Anderson Mesa Station (Anderson Mesa) in der Nähe von Flagstaff, Arizona (IAU-Code 688) entdeckt wurde.

## Benennung
(2815) Soma wurde nach dem Somawürfel benannt, einem dreidimensionalen mathematischen Spiel, das vom dänischen Schriftsteller Piet Hein erfunden und in Artikeln von Martin Gardner, nach dem der Asteroid (2587) Gardner benannt wurde, populär gemacht wurde.